# Oier Sanjurjo Maté
Oier Sanjurjo Maté (nascut el 25 de maig de 1986 a Lizarra) és un futbolista professional navarrès que juga com a migcampista defensiu.

## Carrera de club
Oier es fa formar al planter del CD Izarra, el club de la seva ciutat natal, i va acabar la formació al CA Osasuna. Va debutar a La Liga el 24 de setembre de 2008 en un partit contra el Deportivo de La Coruña, substituint Nacho Monreal al minut deu, en un partit que acabaria en 0–0 a casa; tot i que finalment passaria la major part de la temporada amb el CA Osasuna B, amb nou aparicions al primer equip.
En la seva primera temporada professional, Oier fou titular en cinc partits com a lateral dret quan el titular César Azpilicueta estava fora jugant el mundial sub-20. Les seves opcions es van veure molt limitades després del retorna d'Azpilicueta, de manera que fou cedit al RC Celta de Vigo l'11 de juliol de 2011.
Després d'haver estat titular amb els gallecs la temporada de l'ascens, Oier va retornar a l'Osasuna i renovà contracte fins al 2015. Va marcar dos gols en 28 partits la temporada 2012–13, però el club va baixar a Segona Divisió després de 14 anys a primera.

## Palmarès
Osasuna
- Segona Divisió: 2018–19[7]